# Jasen Mesić
Pour les articles homonymes, voir Mesić.
Jasen Mesić, né le 11 juin 1972 à Zagreb, est une personnalité du milieu culturel croate et également un homme politique croate.